# Калама, Тельма
Тельма Хильдегард Калама (в замужестве — Айу) (англ. Thelma Hildegard Kalama (Aiu), 24 марта 1931, Гонолулу, Гавайские острова, США — 17 мая 1999, Гонолулу, Гавайи, США) — американская пловчиха. Чемпионка летних Олимпийских игр 1948 года.

## Биография
Тельма Калама родилась 24 марта 1931 года в городе Гонолулу на Гавайских островах.
Училась в средней школе Каимуки и колледже в Майами (Огайо).
Выступала за Гавайский клуб плавания. Участвовала в национальном отборе на летние Олимпийские игры 1948 года, где заняла 4-е место на дистанциях 100 и 400 метров вольным стилем.
В 1948 году вошла в состав сборной США на летних Олимпийских играх в Лондоне. Выступала в эстафете 4х100 метров вольным стилем вместе с Мари Корридон, Брендой Хелсер и Энн Кёртис. В полуфинале американки заняли 2-е место с результатом 4 минуты 34,1 секунды, уступив квартету Дании (4.33,5). В финале завоевали золотую медаль, финишировали с олимпийским рекордом (4.29,2), опередив на 4 десятых датчанок.
Трижды была чемпионкой Любительского спортивного союза США по плаванию, установила рекорд страны на дистанции 400 метров вольным стилем.
В дальнейшем служила в морской пехоте США, имела звание сержанта.
Умерла 17 мая 1999 году в Гонолулу.

## Увековечение
В 1998 году введена в Зал спортивной славы Гавайев.
В 2002 году введена в Зал славы плавания Гавайев.